# 千垣駅
千垣駅（ちがきえき）は、富山県中新川郡立山町千垣にある富山地方鉄道立山線の駅である。駅番号はT53。

## 歴史
- 1923年（大正12年）4月20日：富山県営鉄道の終着駅として開業。
- 1937年（昭和12年）10月1日：粟巣野駅（現在は廃駅）まで延伸開業、途中駅となる。
- 1942年（昭和17年）6月1日：千垣駅 - 粟巣野駅間が日本発送電に譲渡される。
- 1943年（昭和18年）1月1日：富山地方鉄道の駅となる。
- 1997年（平成9年）8月1日：無人駅化[1]。

## 駅構造
単式ホーム1面1線を持つ地上駅。無人駅である。木造駅舎を有する。

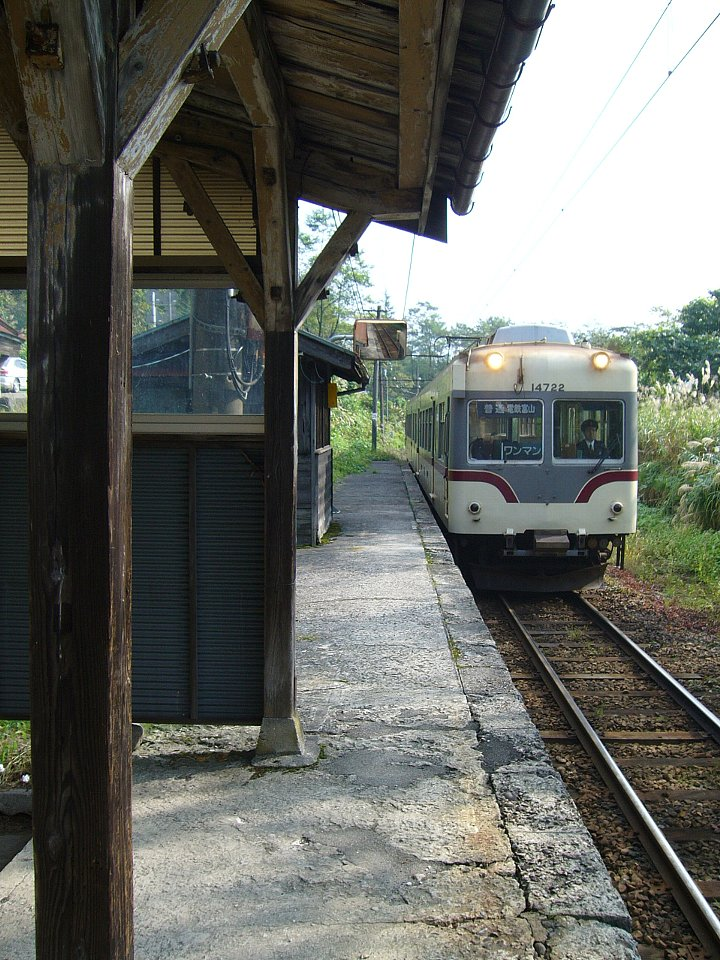
ホームと14720形（2006年10月）
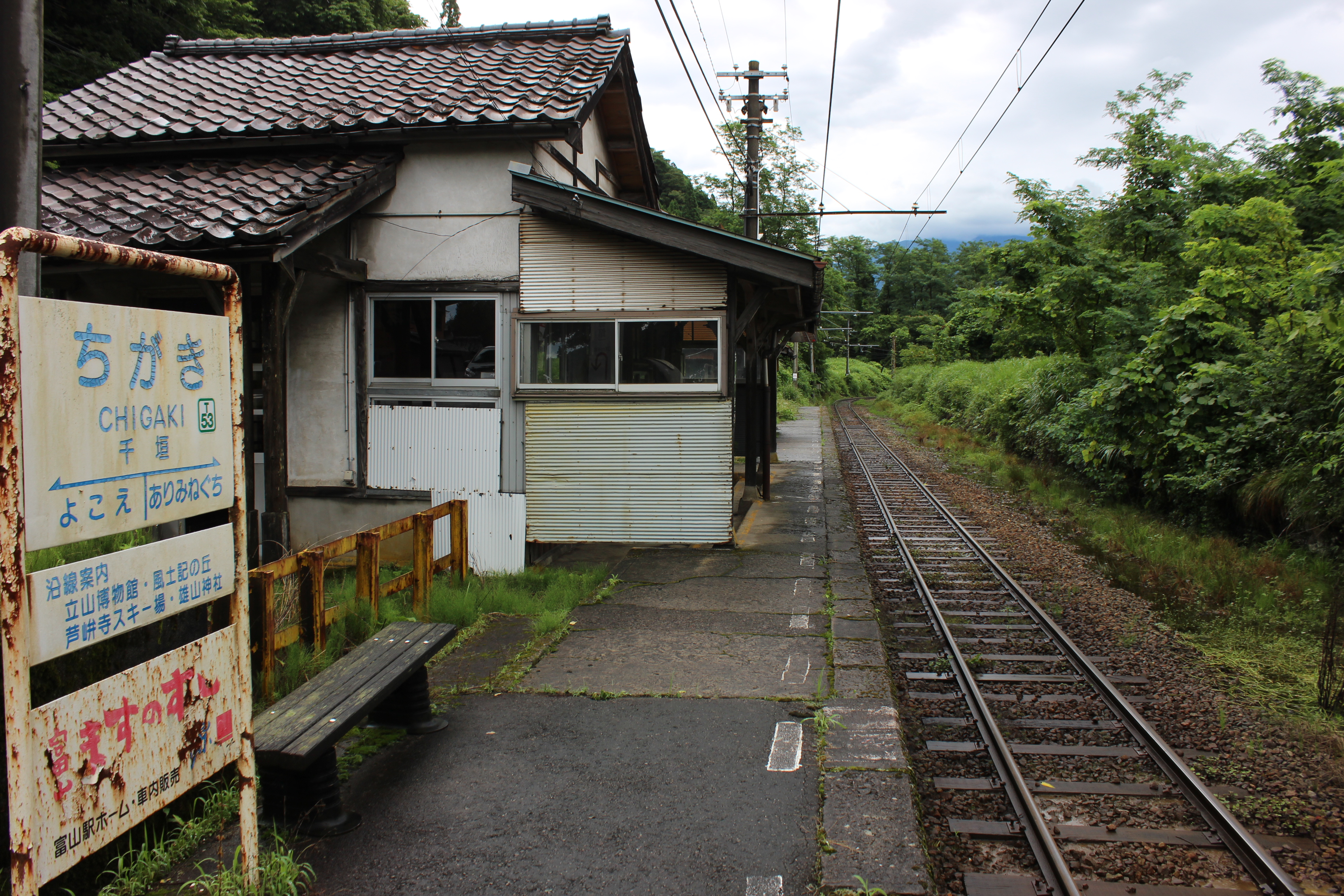
ホームと駅名標（2020年7月）

## 利用状況
「統計たてやま2020」によると、2019年度の1日平均乗降人員は118人であった。
近年の1日平均乗降人員は以下の通り。
| 年度   | 1日平均 乗降人員 |
| ------ | ---------------- |
| 2004年 | 114              |
| 2005年 | 114              |
| 2006年 | 116              |
| 2007年 | 115              |
| 2008年 | 116              |
| 2009年 | 111              |
| 2010年 | 108              |
| 2011年 | 111              |
| 2012年 | 113              |
| 2013年 | 110              |
| 2014年 | 109              |
| 2015年 | 113              |
| 2016年 | 115              |
| 2017年 | 118              |
| 2018年 | 120              |
| 2019年 | 118              |
| 2020年 | 98               |
| 2021年 | 97               |
| 2022年 | 99               |
| 2023年 | 17               |

## 駅周辺
- 立山町営バス（旧・富山地鉄バス）千垣駅前停留所- 以下の施設等のある芦峅寺地区へのバスが発着する。
- 雄山神社中宮祈願殿（芦峅雄山神社）
- 富山県立山博物館

## 隣の駅
富山地方鉄道
■立山線
■アルペン特急・■特急
通過
■普通
横江駅 (T52) - 千垣駅 (T53) - 有峰口駅 (T54)